# Torre MFB della Manifattura Fratelli Bosio di Sant'Ambrogio
La torre MFB della Manifattura Fratelli Bosio di Sant'Ambrogio (1924) era una torre del Maglificio Fratelli Bosio situata a Sant'Ambrogio di Torino in Piemonte, all'imbocco della val di Susa, a 27 km dal capoluogo Torino. 
Lo stabilimento fu realizzato dai fratelli svizzeri Augusto e Pietro figli di Giacomo Bosio un birraio svizzero impiantato a Torino.
La torre era destinata internamente ad ospitare l'impianto per il rifornimento idrico dello stabilimento, mentre all'esterno aveva funzione architettonica e di postazione avanzata esterna visibile da lontano con il simbolo della manifattura riportato al centro. Di tutti gli stabilimenti per la produzione tessile presenti nella Valle di Susa, rappresenta l'unica torre che sia pure realizzato per svolgere la funzione di torrino piezometrico del servizio idrico di stabilimento assumeva rilevanza architettonica e veniva assurta a simbolo aziendale.

## Ubicazione
Era alta circa 15 metri e situata all'interno dell'area dello stabilimento del Maglificio Fratelli Bosio, in corso Moncenisio angolo via I Maggio. Con lo sviluppo urbanistico dell'area circostante lo stabilimento, la torre MFB rimase l'unico simbolo della struttura architettonica liberty completamente visibile dal Corso Moncenisio e dalla vicina ferrovia. Il grande logo MFB con l'ancora, simbolo della società anonima "Manifattura Fratelli Bosio S.A." rimase per decenni a ricordare un marchio che era diventato famoso in tutta Europa e non solo, vincendo per ben 6 volte premi importanti nelle principali manifestazioni internazionali di settore, destinato ai fabbricanti che esponevano i migliori prodotti e le più innovative tecnologie produttive.

## Storia
La costruzione della torre MFB è stata avviata nel 1871 insieme allo stabilimento Fratelli Bosio, e completata nelle strutture architettoniche e decorative, con gli ampliamenti dello stabilimento avvenuti nel 1924. Per oltre un secolo è stata simbolo della struttura produttiva che è arrivata ad avere 1.800 dipendenti. 
La torre era parte del complesso architettonico industriale della Manifattura Fratelli Bosio, un complesso industriale in stile liberty al quale, per gli ampliamenti del 1924 lavorò l'ingegnere torinese Giacomo Salvadori di Wiesenhoff, progettandone decorazioni ed arricchimenti architettonici come la serie delle 26 finestre, ritmate da coperture a lambrequin, sulla facciata orientale dello stabilimento.
Questa torre venne costruita nella seconda metà dell'800, in una fase di riscoperta delle torri come elemento ornamentale in alcune tipologie edilizie, e fu realizzata come edificio più alto del complesso industriale e simbolo della Manifattura Fratelli Bosio con il grande marchio aziendale posizionato al centro del lato visibile anche da lontano, simbolo anche della potenza industriale di questo grande ed importante stabilimento.
Nel 1984 è stata abbattuta per fare spazio ad un'area commerciale, in quella occasione il periodico "Qui... S.Ambrogio" nel Novembre 1984, pubblicando una fotografia della torre in fase di demolizione, riportava in didascalia la seguente citazione: questa fotografia è già entrata nella storia. Per tanti anni la torre è stata simbolo di operosità del nostro paese, oggi non c'è più. Sicuramente resta il ricordo di tanti sacrifici.